# Contea autonoma tujia e miao di Xiushan
La contea autonoma tujia e miao di Xiushan (cinese semplificato: 秀山土家族苗族自治县; mandarino pinyin: XiùShān Tǔjiāzú Miáozú Zìzhìxiàn) è un distretto di Chongqing. Ha una superficie di 2.450 km² e una popolazione di 620.000 abitanti al 2006.